# Numérisation des fonds d'archives publiques

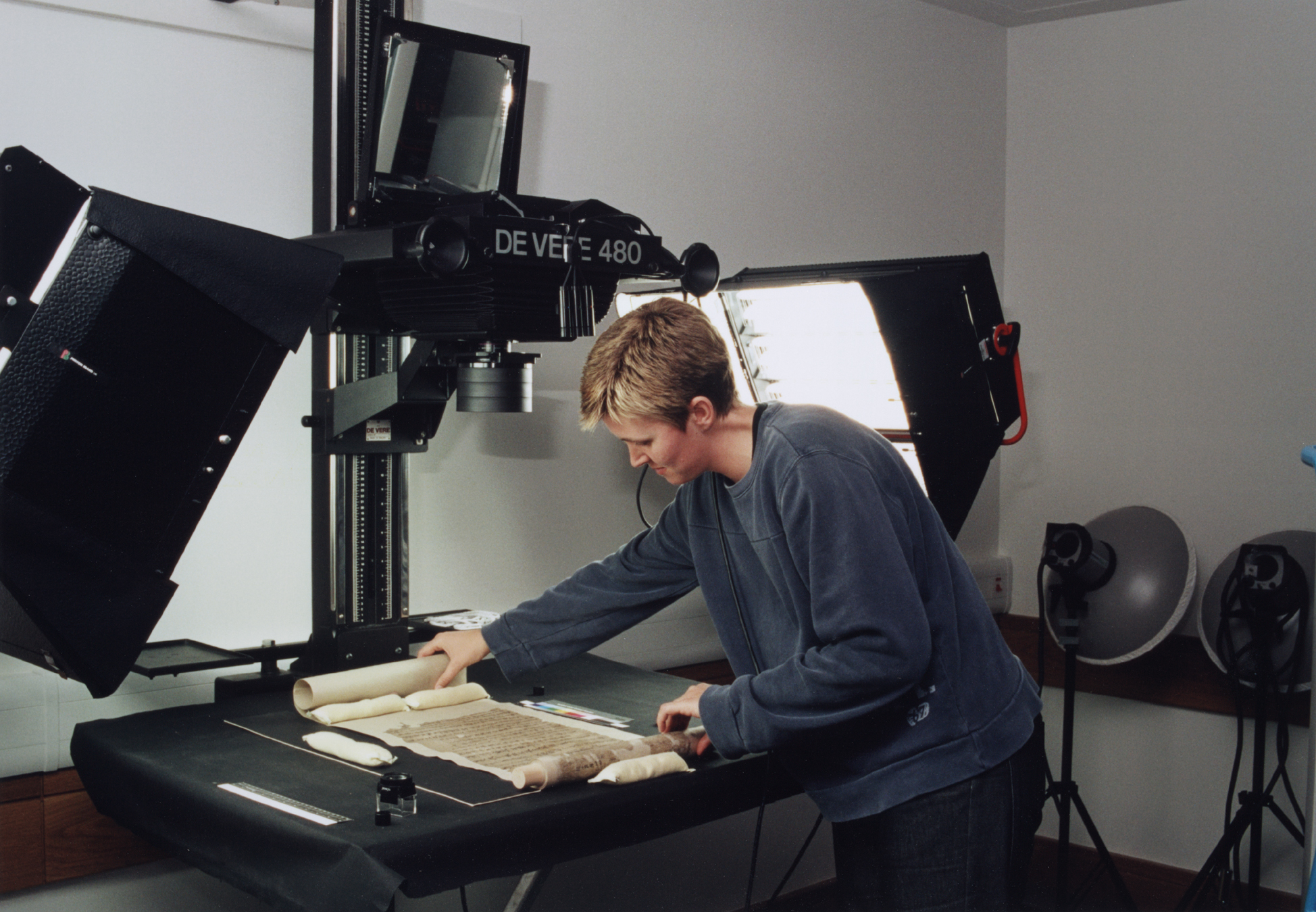
Numérisation d'un manuscrit

La numérisation des fonds d'archives publiques consiste à reproduire sous forme numérique certains documents conservés par les services d'archives publiques, afin de les protéger des risques de dégradation dans le temps et de faciliter l'accès à leur contenu par leur mise à disposition au public via Internet.

## Services d'archives en Belgique
En Belgique, la mise en ligne des registres paroissiaux et d'état civil a été faite au début de l'année 2013. On trouve sur le site des Archives de l'État en Belgique les registres paroissiaux des origines à 1800 et les registres d'état civil de 1796 à 1813.

## Services d'archives au Canada
Bibliothèque et Archives nationales du Québec a mis en ligne des millions de documents numérisés dont:
- Archives des notaires du Québec des origines à 1935 : Répertoires et index de 1 524 greffes de notaires, dont 739 avec le texte des actes (10 009 672 pages)[4].
- Registres de l'état civil du Québec des origines à 1915 : 1 835 séries de registres d'état civil (1 526 706 pages)[5].
- Fonds d'archives de photographes québécois. (Conrad Poirier , Antoine Désilets, Gaby ...)[6].

Le site FamilySearch a mis en ligne l'ensemble des microfilms des registres paroissiaux catholiques du Québec, de l'époque de la Nouvelle-France, le plus ancien registre étant celui de la Basilique-cathédrale Notre-Dame de Québec en 1621, jusqu'à 1900.
Les Archives nationales françaises d'outre-mer (ANOM) ont mis en ligne les registres paroissiaux de l'Île Royale, aujourd'hui Île du Cap-Breton dans la province de Nouvelle-Écosse, pour la période de 1715 à 1758.

## Services d'archives en France
En France, la numérisation ne concerne des volumes significatifs que depuis le début des années 1990, les précurseurs étant les archives départementales de la Mayenne, des Yvelines et de l'Aveyron[réf. souhaitée]. La masse de documents à numériser est énorme (chaque service conserve plusieurs kilomètres linéaires, parfois plusieurs dizaines de kilomètres) aussi la numérisation concerne en priorité les documents anciens et fréquemment consultés. La numérisation au sein des archives départementales concerne principalement :
- les actes de l'État civil (naissance, mariage, décès) depuis la Révolution et les tables décennales ;
- les registres paroissiaux tenus par le desservant de la paroisse avant la Révolution et comportant les baptêmes, mariages et sépultures ;
- le cadastre napoléonien ou d'autres fonds de cartes et plans comme le cadastre de Bertier de Sauvigny ;
- les recensements des XIXe et XXe siècles ;
- les registres matricules (archives militaires) ;
- la presse ancienne ;
- les fonds iconographiques tels que cartes postales, photographies.

Les archives communales des communes les plus importantes ont également amorcé la numérisation de leurs archives en donnant généralement la priorité à l'État civil et en incluant parfois les délibérations du conseil municipal.
Il faut noter que les documents ont parfois été microfilmés notamment par les Mormons, et que la numérisation s'effectue à partir de ces microfilms. Les documents sont généralement numérisés en mode image : les cas de transcription sont exceptionnels, c'est le cas dans le département de la Mayenne où une recherche indexée est possible. Le mode image implique qu'on ne peut pas effectuer de recherche de texte (par exemple sur un patronyme) mais il faut parcourir page par page pour trouver un acte.

### Modalités d'accès
Le principal mode d'accès au contenu numérisé est le nom de la commune auquel l'acte se rattache. Il n'est pratiquement jamais possible d'accéder directement via l'année de l'acte ou dans le cas d'un acte nominatif par le nom des personnes citées dans le document.
Dans certains cas, la transaction de consultation permet à l'utilisateur de contribuer à l'indexation des archives (État civil : ajout de l'année en regard de la page du document consulté).
Le contenu numérisé peut être consultable dans les salles de lecture des services d'archives départementales et sur Internet. La consultation par Internet est gratuite.

### Archives départementales
Début 2015, 94 départements français sur 101 avaient mis en ligne des archives. Variant selon les départements, les archives en ligne peuvent être la totalité des registres d'état civil, paroissiaux ou simplement des tables décennales. Certaines archives proposent également des cartes, des photographies ou des cartes postales anciennes et depuis 2013 la mise en ligne des registres matricules (archives militaires) progresse à la suite de la célébration du centenaire de la Première Guerre mondiale.
La liste des services d'archives dont le fonds est en partie ou totalement numérisé est détaillée avec le contenu numérisé et le mode de consultation. Seuls sont cités les services d'archives ayant numérisé une partie de leur fonds. Le classement est fait sur le numéro du département.
| 01  | Archives départementales de l'Ain                    | Archives du département                                             | - Registres paroissiaux et d'état civil, de 1509 à 1886 - Recensements de population, de 1836 à 1906 - Tables de successions, de 1834 à 1959 - Registres matricules du recensement militaire, à partir de 1864 - Lettres et écrits de poilus, 1914-1919 - Cadastre napoléonien, de 1806 à 1867 - Cartes postales anciennes, fin XIXe - début XXe siècle - Presse locale, XIXe - XXe siècle | Mode image                 | Internet |  |  |
| 04  | Archives départementales des Alpes-de-Haute-Provence | Archives du département                                             | - Registres paroissiaux et d'état civil, - Cadastre napoléonien, | Mode image                 | Internet |  |  |
| 05  | Archives départementales des Hautes-Alpes            | Archives du département                                             | - Registres paroissiaux et d'état civil, | Mode image                 | Internet |  |  |
| 06  | Archives départementales des Alpes-Maritimes         | Archives du département                                             | - Etat civil - Cadastre - Recensement militaire - Annuaire - Liste des notaires - Immigration italienne | Mode Image                 | Internet |  |  |
| 07  | Archives départementales de l'Ardèche                | Archives du département                                             | - Registres paroissiaux et d'état civil, - Cadastre napoléonien, | Mode image                 | Internet |  |  |
| 09  | Archives départementales de l'Ariège                 | Archives du département                                             | - Registres paroissiaux de 1551 à 1792, y compris les registres protestants, et les registres d’état civil de 1792 à 1803. - Collection complète des registres d’état civil de l’an XI (1803) à 1892 (1897 pour l’arrondissement de Saint-Girons) - Tables décennales de l’an XI à 1902 | Mode image                 | Internet |  |  |
| 10  | Archives départementales de l'Aube                   | Archives du département                                             | - Registres de l'état civil (tables décennales uniquement) - Cadastre napoléonien, - Archives de l'abbaye de Clairvaux - Archives du bureau de liaison entre les autorités allemandes et les services de la préfecture (1940-1944) - Fonds Xavier de Saxe | Mode image                 | Internet |  |  |
| 12  | Archives départementales de l'Aveyron                | Archives du département                                             | - Registres paroissiaux et d'état civil, - Minutes notariales, - Matricules militaires, - Presse numérisée | Mode image                 | Internet |  |  |
| 13  | Archives départementales des Bouches-du-Rhône        | Archives du département                                             | - Registres paroissiaux et d'état civil, - Cadastre napoléonien, | Mode image                 | Internet |  |  |
| 14  | Archives départementales du Calvados                 | Archives du département                                             | - État Civil et registres paroissiaux - Cadastre - Recrutement militaire - Presse - Recensements et listes électorales - Inscription maritime - Fonds iconographiques - Tables de successions et absences - Délibérations municipales - Ensemble des inventaires et répertoires | Mode image                 | internet |  |  |
| 15  | Archives départementales du Cantal                   | Archives du département                                             | - Registres paroissiaux et d'état civil d'Albepierre à Saint-Martin-sous-Vigouroux (des origines à 1905) - Tables décennales de l'état civil (de 1792 à 1912 au moins) ; - Listes nominatives de recensement (jusqu'en 1936) ; - Cadastre napoléonien ; - Répertoires alphabétiques annuels des registres matricules (de 1878 à 1935) ; - Tables des successions et absences (fin XVIIIe siècle-mi XIXe siècle) | Mode image                 | Internet |  |  |
| 17  | Archives départementales de la Charente-Maritime     | Archives du département                                             | - Registres paroissiaux, pastoraux (protestants) et d'état civil, | Mode image                 | Internet |  |  |
| 19  | Archives départementales de la Corrèze               | Archives du département                                             | - Les registres paroissiaux puis de l’état civil, de l’origine à 1902 de toutes les communes du département, sauf pour la commune de Brive-la-Gaillarde - Les listes nominatives de recensement de population (sous-série 6M) de toutes les communes du département (1906-1911) - Les tables alphabétiques de recrutement militaire (1865-1940) et les registres matricules (1865-1921) - Les tables alphabétiques des décès puis des successions et absences (jusqu'en 1940) | Mode image                 | Internet |  |  |
| 20  | Archives départementales de la Corse-du-Sud          | Archives du département                                             | - État civil - Recensements de population - Registres matricules - Territoires - Fonds de l'enregistrement - Hypothèques - Plan terrier | Mode image                 | Internet |  |  |
| 21  | Archives départementales de la Côte-d'Or             | Archives du département                                             | - Registres paroissiaux et d'état civil - Dictionnaire topographique du département de la Côte-d'Or - Recueil de Peincedé (fin XVIIIe) - Recherches des feux de bailliages (1285-1576) - Visites des feux de bailliages (1551-1751) - Atlas général des routes de la Province de Bourgogne - Enquête de l'Intendant Bouchu pour la liquidation des biens et dettes des communautés (1666-1669) - Listes nominatives du recensement de population (1800-1936) - Plans d'alignement (1838-1865) - Cadastre napoléonien (1808-1882) - Tables alphabétiques du recrutement militaire (1867-1936) - Affiches du fonds du Festival des Nuits de Bourgogne - Cartes postales (collection interne) | Mode image                 | Internet |  |  |
| 22  | Archives départementales des Côtes-d'Armor           | Archives du département                                             | - Registres paroissiaux - Plans-terriers du duché de Penthièvre - Cadastre napoléonien - Registres paroissiaux et d'état civil - Recensements | Mode image                 | Internet |  |  |
| 25  | Archives départementales du Doubs                    | Archives du département                                             | - Tables décennales de l’état civil | Mode image                 | Internet |  |  |
| 27  | Archives départementales de l'Eure                   | Archives du département                                             | - Registres paroissiaux et d'état civil (jusqu'en 1902) - Listes nominatives des recensements de population de 1891 à 1906 - Registres matricules militaires de 1867 à 1909 - Tables alphabétiques du recrutement militaire (1867-1932) - Cartes postales (fin XIXe-début XXe siècle) | Mode image                 | Internet |  |  |
| 28  | Archives départementales d'Eure-et-Loir              | Archives du département                                             | - Registres paroissiaux et d'état civil - Plans des églises du département, levés de 1852 à 1854. - Listes de recensement de la population de 1836 (1818 pour la ville de Chartres) à 1901. | Mode image                 | Internet |  |  |
| 29  | Archives départementales du Finistère                | Archives du département                                             | - État Civil et registres paroissiaux (collection départementale et collection communale) - Cadastre (plans et états de section) - Recrutement militaire - Presse ancienne - Recensements - Fonds iconographiques - Cartes, plans et affiches - Tables de successions et absences (en cours) - Délibérations municipales (en cours) - Registres indicateur des conservations des hypothèques - Ensemble des inventaires et répertoires | Mode image                 | Internet |  |  |
| 30  | Archives départementales du Gard                     | Archives du département                                             | - Registres matricules (classes 1887-1915, et partiellement 1916, pour le Gard et le sud de l'Ardèche). | Mode image                 | Internet |  |  |
| 31  | Archives départementales de la Haute-Garonne         | Archives du département                                             | - Registres paroissiaux et d'état civil - Recensements de population - Registres matricules - Délibérations communales - Compoix - Contrôle des actes et enregistrement - Insinuations du sénéchal - Cartes, plans et affiches - Monographies communales - Plans du cadastre napoléonien - Photographies et cartes postales anciennes | Mode image                 | Internet |  |  |
| 32  | Archives départementales du Gers                     | Archives du département                                             | Mode image : - Registres d'état civil et tables décennales - Recensements de la population - Registres matricules militaires et tables alphabétiques de recrutement militaire - Monographies scolaires - Plans du cadastre napoléonien | Mode image                 | Internet |  |  |
| 33  | Archives départementales de la Gironde               | Archives du département                                             | Mode image : - Registres paroissiaux, et d'état civil (partiel : environ 50 % des communes début 2008) - Atlas historique de la Gironde - Amirauté de Guyenne (1640-1792) Transcription : - Actes notariés de l'"Ancien Régime"; - Registres paroissiaux d'une dizaine de paroisses - Fichier biographique des notaires de la Gironde | Mode image / Transcription | Internet |  |  |
| 34  | Archives départementales de l'Hérault                | Archives du département                                             | - Registres paroissiaux et d'état civil - Listes nominatives de recensement (1831-1936) - Registres matricules - Cadastre napoléonien - Atlas du petit et du grand Saint Jean - Plans des administrations de l'Ancien Régime - Cartes postales et collections iconographiques - Délibérations consulaires et communales - Compoix - Notariat ancien acquis par le clergé (cote 2 E 95) - Tables de l'Enregistrement - Registres des hypothèques - Archives sonores et audiovisuelles | Mode image                 | Internet |  |  |
| 35  | Archives départementales d'Ille-et-Vilaine           | Archives du département                                             | - Registres paroissiaux et d'état civil (en cours de mise en ligne), - Cartes et plans de l'Intendance - Cadastre napoléonien, | Mode image                 | Internet |  |  |
| 37  | Archives départementales d'Indre-et-Loire            | Archives du département                                             | - Tables décennales de l'état-civil - Cadastre napoléonien - Archives de la Seconde Guerre mondiale | Mode image                 | Internet |  |  |
| 38  | Archives départementales de l'Isère                  |                                                                     | |                            |          |  |  |
| 39  | Archives départementales du Jura                     | Archives du département                                             | - Tables décennales de l'état-civil (1802-1932) - Registres paroissiaux et d'état civil - Dossiers individuels de demande de dispense de consanguinité et de bans pour contracter mariage (1743-1790) - Registres matricules militaires des bureaux de recrutement de Lons-le-Saunier et de Besançon-Lons (1867-1921) - Contrôle des actes des notaires et sous seings privés (1694-1791) - Plans, états de sections et matrices cadastrales des propriétés bâties des communes du Jura (XIXe siècle - 1911) - Dénombrements de population des communes du Jura (1800-1911) - Fonds du photographe Léon Martelet, de Nozeroy (XXe siècle) - Dictionnaires toponymiques du Jura (XIXe siècle) | Mode image                 | Internet |  |  |
| 42  | Archives départementales de la Loire                 | Archives du département                                             | - Registres paroissiaux (avant 1793) - État civil (à partir de 1793) - Tables décennales (à partir de 1792) - Recensement de population (1810, 1841-1936) - Tables des successions et absences (avant 1920) - Enfants assistés : registres d'immatriculation des pupilles de l'État - Portraits de la Collection Chaleyer - Archives numérisées concernant l'École des Mines de Saint-Etienne - Inventaires des biens des Églises (1906) - Atlas Beaunier (1812-1813) - Cartes postales - Paysages de la Loire issus de livres - Guerre 1914-1918 - Fonds de l'enregistrement. Tables de successions - Registres matricules du recrutement militaire | Mode image                 | Internet |  |  |
| 44  | Archives départementales de la Loire-Atlantique      | Archives du département                                             | - Affiches et gravures - Cadastre (plans et matrices) - Cahiers de doléances - Cartes et plans isolés - Cartes postales - Conscrits militaires (recherche chronologique ou nominative jusqu'en 1921) - Délibérations du Conseil général - Délibérations municipales - Fonds Freslon (relevés généalogiques) - Inscrits maritimes (recherche chronologique ou nominative) - Journaux de bord - Marques de fabrique - Matricules de navires - Photographies - Presse ancienne (OCRisée pour recherche en plein texte) - Publications des sociétés savantes locales - Rapports de mer des capitaines - Recensements de population - Registres de chancellerie du duché de Bretagne - Registres paroissiaux et d'état civil (jusqu'en 1912) - Répertoires de notaires - Rôles de bord ou d'équipage (recherche chronologique ou nominative) - Rôles de capitation - Sceaux - Tables alphabétiques des décès de l'Enregistrement - Tables alphabétiques des Hypothèques - Trésor des chartes des ducs de Bretagne | Mode image                 | Internet |  |  |
| 47  | Archives départementales de Lot-et-Garonne           | Archives du département                                             | - Cartes cantonales - Cartes de Guyenne (Belleyme) - Photographies - plaques de verre (Fonds Lauzun) - Notes historiques du chanoine Durengues - Répertoire des archives des établissements pénitentiaires - Livre des coutumes d'Agen - Terrier de la seigneurie de Cauzac - Armorial de l'Agenais | Mode image                 | Internet |  |  |
| 49  | Archives départementales de Maine-et-Loire           | Archives du département                                             | - Registres paroissiaux et d'état civil - Cadastre napoléonien - Tables de successions et absences (1791-1968) | Mode image                 | Internet |  |  |
| 52  | Archives départementales de la Haute-Marne           | Archives du département                                             | - Registres paroissiaux et d'état civil, de 1539 à 1937 - Listes nominatives de recensement, de 1836 à 1906 - Cadastre napoléonien - Registres militaires - Documents figurés (plans, gravures, dessins, affiches, cartes postales, clichés sur verre, tirages, diapositives) - Notes généalogiques du baron de l'Horme | Mode image                 | Internet |  |  |
| 53  | Archives départementales de la Mayenne               | Archives du département                                             | - Actes de mariage du XIXe siècle (Base de données nominatives) - Registres paroissiaux et d'état civil - Listes nominatives de recensement - Plans du cadastre napoléonien - Registres des hypothèques - Registres matricules d'incorporation militaire - Registres d'écrou des prisons - Monographies communales des instituteurs - Cartulaire de l'abbaye de la Roë | Mode image                 | Internet |  |  |
| 54  | Archives départementales de Meurthe-et-Moselle       | Archives du département                                             | - Registres paroissiaux et d'état civil | Mode image                 | Internet |  |  |
| 55  | Archives départementales de la Meuse                 | Archives du département                                             | - Registres paroissiaux et d'état civil, de 1550 à 1922 - Listes nominatives de recensement, de 1802 à 1931 - Plans du cadastre napoléonien - Registres matricules d'incorporation militaire - Presse ancienne | Mode image                 | Internet |  |  |
| 59  | Archives départementales du Nord                     | Archives du département                                             | - Tables décennales de l'état-civil - Plans du cadastre du consulat - Plans du cadastre napoléonien - Recensement de 1906 - Tables des états signalétiques et des services militaires | Mode image                 | Internet |  |  |
| 60  | Archives départementales de l'Oise                   | Archives du département                                             | - Registres paroissiaux et d'état civil - Listes nominatives de recensement - Registres matricules de recrutement militaire - Cartes et plans - Cartes postales - Photographies | Mode image                 | Internet |  |  |
| 61  | Archives départementales de l'Orne                   | Archives du département                                             | - Registres paroissiaux et d'état civil | Mode image                 | Internet |  |  |
| 62  | Archives départementales du Pas-de-Calais            | Archives du département                                             | - Tables décennales de l'état civil - Recensements de population - Recrutement militaire - Plans cadastraux | Mode image                 | Internet |  |  |
| 63  | Archives départementales du Puy-de-Dôme              | Archives du département                                             | - Registres paroissiaux et d'état civil (en cours) | Mode image                 | Internet |  |  |
| 64  | Archives départementales des Pyrénées-Atlantiques    | Archives du département                                             | - Cadastre napoléonien | Mode image                 | Internet |  |  |
| 71  | Archives départementales de Saône-et-Loire           | Archives du département                                             | - Registres paroissiaux et d'état civil (jusqu'en 1902) - Tables décennales de l'état civil (jusqu'en 1902) - Listes nominatives de recensement (1836-1936) - Cartes postales - Cadastre napoléonien - Insinuations laïques - Dossiers de l'inventaire départemental du patrimoine ; | Mode image                 | Internet |  |  |
| 72  | Archives départementales de la Sarthe                | Archives du département                                             | - Registres paroissiaux et d'état civil - Cadastre napoléonien | Mode image                 | Internet |  |  |
| 73  | Archives départementales de la Savoie                | Archives du département                                             | - Registres paroissiaux et d'état civil - Cadastre | Mode image                 | Internet |  |  |
| 76  | Archives départementales de la Seine-Maritime        | Archives de département                                             | - Registres paroissiaux et d'état civil - Cadastre - Recensements de population - Registres matricules | Mode image                 | Internet |  |  |
| 77  | Archives départementales de Seine-et-Marne           | Archives du département                                             | - Registres paroissiaux et d'état civil - Plans d'intendance | Mode image                 | Internet |  |  |
| 78  | Archives départementales des Yvelines                | Archives du département des Yvelines et de l'ancienne Seine-et-Oise | - Registres paroissiaux et d'état civil - Cadastre napoléonien - Recensements de population - Registres d'incorporation militaire de l'ancienne Seine-et-Oise - Répertoires des notaires - Délibérations et décisions communales - Presse locale ancienne des Yvelines et de l'ancienne Seine-et-Oise - Monographies communales - Cahiers de doléances - Plans d'intendance - Fonds iconographiques (partiel) | Mode image                 | Internet |  |  |
| 80  | Archives départementales de la Somme                 | Archives du département                                             | - Registres paroissiaux et d'état civil (en cours) | Mode image                 | Internet |  |  |
| 81  | Archives départementales du Tarn                     | Archives du département                                             | - Registres paroissiaux et d'état civil - Cadastre napoléonien | Mode image                 | Internet |  |  |
| 83  | Archives départementales du Var                      | Archives du département                                             | - Registres paroissiaux et d'état civil (partiel) - Cadastre napoléonien - Listes nominatives de recensement (1806-1906) - Minutes notariales de Toulon (partiel) | Mode image                 | Internet |  |  |
| 85  | Archives départementales de la Vendée                | Archives du département                                             | - Registres paroissiaux et d'état civil - Cadastre napoléonien et rénové - Recensements de population - Registres matricules militaires - Délibérations et décisions communales - Presse locale ancienne (avec pour partie reconnaissance optique de caractères) - Minutes notariales (partiel) - Archives militaires de la guerre de Vendée conservées au Service historique de la Défense (Vincennes) - Archives de la guerre de Vendée conservées aux Archives nationales - Plans des dunes - Illustrations de la bibliothèque historique - Cartes postales - Collections photographiques (dont photographies aériennes) - Cartes et plans - Documents issus de la Grande Collecte (archives privées de la Grande Guerre) - Publications des sociétés savantes locales - Contrôle des actes et Insinuation (1693-1828) – Enregistrement - Hypothèques : registres d’ordre | Mode image                 | Internet |  |  |
| 86  | Archives départementales de la Vienne                | Archives du département                                             | - Registres paroissiaux et d'état civil | Mode image                 | Internet |  |  |
| 87  | Archives départementales de la Haute-Vienne          | Archives du département                                             | - État civil - Registres militaires - Cadastre - Recensements de la population - Iconothèque - Manuscrits du séminaire - Inventaires des biens paroissiaux de 1905 - Photographies de la Première guerre mondiale - collection René Peuré | Mode image                 | Internet |  |  |
| 88  | Archives départementales des Vosges                  | Archives du département                                             | - Registres paroissiaux et d'état civil, de 1435 à 1905 - Tables décennales, de 1793 à 1892 - Listes nominatives de recensement, de 1836 à 1906 | Mode image                 | Internet |  |  |
| 89  | Archives départementales de l'Yonne                  | Archives du département                                             | Mode transcription - Registres paroissiaux et d'état civil, de 1519 à 1905 - Registres matricules du recrutement militaire des classes 1867 à 1921 Mode image - Cadastre napoléonien - Listes nominatives de recensement (1836-1911) - Plans d'alignement - Cartes postales | Mode image / Transcription | Internet |  |  |
| 94  | Archives départementales du Val-de-Marne             | Archives du département                                             | - Registres paroissiaux et d'état civil - Cadastre napoléonien | Mode image                 | Internet |  |  |
| 972 | Archives départementales de la Martinique            | Archives du département                                             | - État civil (partiel), actes d'individualité | Mode image                 | Internet |  |  |

### Archives municipales
Certaines municipalités permettent de consulter sur Internet une partie de leurs archives dites communales ou municipales. Les villes du tableau suivant disposent d'archives communales en ligne,. La liste est triée par nom alphabétique de la commune et l'exhaustivité n'est pas garantie.
| Commune          | Fonds numérisés | Caractéristiques numérisation | Type d'accès | N° département |
| ---------------- | --- | ----------------------------- | ------------ | -------------- |
| Aix-en-Provence  | |                               |              |                |
| Alès             | |                               |              |                |
| Amiens           | |                               |              |                |
| Angoulême        | |                               |              |                |
| Aubervilliers    | |                               |              |                |
| Avignon          | |                               |              |                |
| Bastia           | |                               |              |                |
| Besançon         | - L'espace urbain - série DD (1301-1793) - Listes électorales (1824-1914) - Registres paroissiaux (1543-1794) et registres d'état civil (1793-1912) - Recensements de la population (1836-1911) - Plans des bâtiments communaux (1745-2007) - Registres de délibérations du Conseil municipal (1290 - 2000) - Cadastre de Besançon (1834-1974) - Comptes et impôts (1388-1790)                 | Mode image                    | Internet     | 25             |
| Béthune          | |                               |              |                |
| Bourg-en-Bresse  | - Registres paroissiaux et registres d'état civil - Listes nominatives de recensement - Délibérations de 1434 à 2004 - Cartulaire général de la ville et communauté de Bourg (1480 partiel) | Mode image                    | Internet     |                |
| Brest            | - Registres paroissiaux et registres d'état civil (très partiel) - Listes nominatives de recensement (partiel) | Mode image                    | Internet     | 29             |
| Brive            | |                               |              |                |
| Cagnes-sur-Mer   | |                               |              |                |
| Cannes           | |                               |              |                |
| Châtenay-Malabry | |                               |              |                |
| Cholet           | |                               |              |                |
| Douai            | |                               |              |                |
| Gennevilliers    | |                               |              |                |
| Grenoble         | |                               |              |                |
| Haguenau         | |                               |              |                |
| La Roche-sur-Yon | |                               |              |                |
| Lorient          | |                               |              | 56             |
| Lyon             | - Registres paroissiaux et registres d'état civil - Délibérations originales du conseil municipal de Lyon (1790-2000) - Plans parcellaires de la Ville de Lyon | Mode image                    | Internet     | 69             |
| Meudon           | |                               |              |                |
| Montbéliard      | |                               |              |                |
| Montrouge        | |                               |              |                |
| Nantes           | - État civil - Registres paroissiaux - Listes électorales - Recensements de la population - Réfugiés 1914 - 1918 - Registres d'inhumations - Gravures, dessins, estampes - Affiches - Cartes et plans - Photographies |                               |              | 44             |
| Nîmes            | |                               |              |                |
| Orléans          | |                               |              | 45             |
| Pau              | |                               |              |                |
| Paris            | - Fichiers de l'état civil reconstitué (XVIe siècle-1859) ; - Tables décennales (naissances de 1860 à 1932, mariages de 1860 à 1932 et de 1955 à 1974 et décès de 1860 à 1932 et de 1955 à 1984) - Tables annuelles (mariages de 1933 à 1954 et décès de 1933 à 1954 et de 1985 à 1986) - Actes de naissance de 1860 à 1912 - Actes de mariages de 1860 à 1940 - Actes de décès de 1860 à 1986 | Mode Image                    | Internet     | 75             |
| Pontivy          | |                               |              | 56             |
| Pontoise         | |                               |              | 95             |
| Quimper          | |                               |              | 29             |
| Rennes           | - Registres paroissiaux et d'état civil - Cadastre - Listes nominatives de recensement - Rôles de la capitation - Délibérations du conseil municipal et de la communauté de ville - Comptes des miseurs - Plans | Mode image                    | Internet     | 35             |
| Romans sur Isère | - Registres paroissiaux et d'état civil - Cadastre napoléonien et rénové - Délibérations du conseil municipal (1336-1980) | Mode image                    | Internet     |                |
| Rueil-Malmaison  | |                               |              |                |
| Saint-Brieuc     | - Archives anciennes (1559-1797) - Délibérations du conseil municipal (1789-1975) - Recensement de la population de 1831 - Fonds Ludovic Anne-Duportal (dépouillement des registres paroissiaux) | Mode image                    | Internet     | 22             |
| Saint-Cloud      | |                               |              |                |
| Saint-Denis      | |                               |              |                |
| Saint-Étienne    | - Registres paroissiaux et d'état civil - Cadastre napoléonien de la ville et des communes annexées - Débats du Conseil municipal (1881-1995) | Mode image                    | Internet     | 42             |
| Saint-Ouen       | |                               |              |                |
| Strasbourg       | - Florilège de documents remarquables (Trésors d'Archives) | Mode image                    | Internet     | 67             |
| Tarbes           | |                               |              |                |
| Toulouse         | |                               |              |                |
| Troyes           | |                               |              |                |
| Vitry-sur-Seine  | |                               |              |                |

### Archives nationales
- Archives nationales (France)
- Archives nationales d'outre-mer
- Archives nationales du monde du travail

## Services d'archives enItalie
Sur leur portail internet, les archives nationales italiennes ont mis en ligne de nombreux registres d'état civil de différentes provinces, dont l'état civil napoléonien (1804-1815).

## Services d'archives enSuisse
| Canton | Service d'archives        | Fonds numérisés | Caractéristiques numérisation | Type d'accès |
| ------ | ------------------------- | --- | ----------------------------- | ------------ |
| Genève | Archives d'État de Genève | - Registres du Conseil, de 1457 à 1820 - Registres paroissiaux et d'état civil, de 1550 à 1885 - Procès-verbaux du Consistoire et de la Compagnie des pasteurs, de 1542 à 1924 - Autorisations de construire, de 1833 à 1968 (partiel) | Mode image                    | Internet     |

### Rapports officiels
- Gaillard (Yann), La politique du livre face au défi du numérique, Commission des finances du Sénat 24 février 2010 (accessible à l’adresse : http://www.enssib.fr/bibliotheque-numerique/document-48202)
- Ministère de la culture et de la communication, Schéma numérique des bibliothèques - Rapport du groupe de travail "Numérisation" : Recensement et concertation, septembre 2009, 108 p. (accessible sur le site de la bibliothèque des rapports publics de la Documentation française)
- Ory-Lavollée (Bruno), La diffusion numérique du patrimoine, dimension de la politique culturelle, rapport à Mme la ministre de la Culture et de la communication, 2003 (« La diffusion numérique du patrimoine, dimension de la politique culturelle » [PDF] (consulté le 5 mars 2014))
- Tessier (Marc), Rapport sur la numérisation du patrimoine écrit, Ministère de la Culture, janvier 2010 (accessible à l’adresse http://www.enssib.fr/bibliotheque-numerique/document-48092)

### Littérature professionnelle

#### Généralités
- Bourgeaux (Laure), Musées et bibliothèques sur Internet : le patrimoine au défi du numérique, Université Paris 1, Master 2 Histoire et politique des musées et du patrimoine, 2010 (accessible à l’adresse http://www.enssib.fr/bibliotheque-numerique/document-48211)
- Chaumier (Jacques), Document et numérisation - enjeux techniques, économiques, culturels et sociaux, Paris, ADBS, 2006, 119 p. La banalisation du document numérique a changé le processus documentaire. Les professionnels sont passés d'une logique de stock à une logique de flux et d'une gestion de document à une gestion de contenu. L'ouvrage s'intéresse aux problèmes techniques de la numérisation (formats de fichiers...) ainsi qu'à ses enjeux, usages et mésusages (revues et livres électroniques, piratage, désinformation).
- Chevry, Emmanuelle, « Vers une numérisation globale des savoirs », BBF, 2005, no 5, p. 66-67  [en ligne] http://bbf.enssib.fr/ Consulté le 13 septembre 2010
- Doury-Bonnet, Juliette, « Numérisation patrimoniale : initiatives locales ou nationales, privées ou publiques », BBF, 2009, no 3, p. 78-78  [en ligne] http://bbf.enssib.fr/ Consulté le 13 septembre 2010

#### Perspectives européennes
- Westeel, Isabelle, « Conférence européenne sur la numérisation du patrimoine culturel », BBF, 2009, no 2, p. 105-106 [en ligne] http://bbf.enssib.fr/ Consulté le 13 septembre 2010

#### Aspects techniques
- Demé (Agnès), Montagnon (Sylvie), Russeil (Gilles), Thompson (Marie), Recensement critique des projets de numérisation en Europe : état des lieux de l’innovation et perspectives d’évolution, Mémoire de Recherche, ENSSIB, 2003 (http://www.enssib.fr/bibliotheque-numerique/document-978)
- Conduire un projet de numérisation, sous la dir. de Charlette Buresi, Laure Cédelle-Joubert : Tec & Doc : École nationale supérieure des sciences de l'information et des bibliothèques, 2002 . -La Boîte à outils.
- Chaîne de numérisation et bibliothèque virtuelle : de l’acquisition des images à la consultation sur le web, rapport de stage, DESS Réseaux d’information et document électronique, ENSSIB, 2004, 85 p. Consultable à l’adresse : http://www.enssib.fr/bibliotheque-numerique/document-644
- Le Borgne (Christelle), Réflexion sur la stratégie de constitution et diffusion d'un corpus d'enregistrement sonore extrait des archives de la BPI, Mémoire d’étude dans le cadre du diplôme de conservateur des bibliothèques, ENSSIB, janvier 2006 (consultable à l’adresse : http://www.enssib.fr/bibliotheque-numerique/document-561)